# Kozmann György
Kozmann György (Szekszárd, 1978. március 23. –) többszörös világ- és Európa-bajnok, kétszeres olimpiai bronzérmes magyar kenus.

## Iskolái
- 1996–2000: Energetikai Szakközépiskola, Paks, Erőműgépész szak
- 2000–2001: Zipernowsky Károly Műszaki Szakközépiskola, Pécs, gépésztechnikus
- 2010–2014: Gábor Dénes Főiskola, Dunaújváros, Informatikus közgazdász

## Sportpályafutása
A paksi Atomerőmű SE-ben kezdett el kenuzni, nevelőedzője Sziklenka László volt.
Edzői: 2003–2004-ben Ludasi Róbert mesteredző, majd 2004-től 2007-ig Szabó Attila mesteredző, végül 2007-től 2012-ig ismét Ludasi Róbert irányította a felkészülését.
Kolonics György párjaként 2003-tól 2008-ig C-2 500 és C-2 1000 méteren egyeduralkodóak voltak, Magyarországon versenyen magyar páros soha nem győzte le őket.
A 2004-es athéni és a 2008-as pekingi olimpián bronzérmet nyert C-2 1000 m versenyszámban Kolonics György majd Kiss Tamás párjaként.
Tizenegy érmet nyert síkvízi kajak-kenu világbajnokságokon:
- Öt arany: (C-2 500 m: 2007; C-2 1000 m: 2006; C-4 200 m: 2001, 2003; C-4 1000 m: 2001)
- Két ezüst: (C-2 500 m: 2005; C-4 500 m: 2001)
- Négy bronz: (C-2 500 m: 2006; C-2 1000 m: 2003, 2005; C-4 1000 m: 1999)

Az Európa-bajnokságokon szerzett érmei:
- Négy arany: C-2 500 m: 2004; C-4 500 m: 2002; C-4 1000 m: 2000, 2002
- Négy ezüst: C-2 500 m: 2008; C-2 1000 m: 2005,2007; C-4 1000m: 2001
- Két bronz: C-2 200 m: 2001; C-2 500 m: 2007

A 2008. évi nyári olimpiai játékokra C-2 500 és C-2 1000 méteren is kvalifikálta magát Kolonics Györggyel, mindkét számban aranyesélyesnek számítottak. Kolonics György 2008. július 15-i váratlan halála után lemondott az olimpiai szereplésről. Edzője, csapattársai, barátai rábeszélésére; Kolonics György emlékére, tiszteletére mégis elindult a versenyen Kiss Tamás párjaként. Az olimpián Ludasi Róbert edzői irányításával, csupán három hét közös felkészülés után harmadik helyet értek el, ami messze meghaladta az előzetes várakozásokat.
A pekingi olimpia után Koló árnyékában címmel jelent meg regénye, melyben barátjára és csapattársára, Kolonics Györgyre emlékezik.

## Politikai pályafutása
Pakson független polgármesterjelöltként indult a 2010-es önkormányzati választáson, de nem jutott mandátumhoz a harmadikat elnyert polgármester mellett. 2012 októberében a MOB környezetvédelmi bizottságának tagja, majd a paksi erőműbővítési projekt tanácsadója lett. 2014-ben a Fidesz és a KDNP közös jelöltjeként indult a paksi polgármesteri posztért, de a Néppárt jelöltjeként induló Süli Jánossal szemben veszített, listáról bejutva azonban önkormányzati képviselő lett. A paksi képviselőtestületben a közbiztonsági, ifjúsági, sport- és esélyegyenlőségi bizottság elnöke lett. 2015 októberétől az Emberi Erőforrások Minisztériuma helyettes államtitkárának nevezték ki.

## Társadalmi szerepvállalása
- Kolonics György Alapítvány, kuratóriumi tag
- ESZI Intézményfenntartó és Működtető Alapítvány, kuratóriumi tag
- Aktív Energia Egyesület, alapító elnök

## Díjai
- Magyar Köztársasági Érdemrend arany fokozata, 2004
- A Magyar Köztársasági Érdemrend lovagkeresztje (2008)[11]
- Magyar Fair Play Díj, 2008